# پروین فرهادی
پروین فرهادی (زادهٔ ۳۰ مارس ۱۹۹۲) بازیکن فوتبال اهل ایران است.
وی همچنین در تیم ملی فوتبال زنان ایران بازی کرده است.